# Рошешуар-Мортемар, Казимир-Луи-Виктюрньен
Казимир-Луи-Виктюрньен де Рошешуар, принц Тонне-Шарант, герцог де Мортемар (20 марта 1787[…], Париж — 1 января 1875, Нофль-ле-Вье) — французский генерал и дипломат.

## Биография
Сын генерала и поэта, в 1791 году эмигрировавшего в Англию вместе с семьей.
Воспитывался в Англии и лишь в 1801 году смог вернуться в Париж, где поступил в 1803 году на военную службу и участвовал в прусской и польской кампаниях 1806—1807 гг. В 1811 году был взят Наполеоном в ординарцы и с успехом исполнил много важных его поручений.
Присоединившись к великой армии Наполеона в Познани, он совершил поход в Россию и получил за это баронский титул; в сражениях при Лейпциге и Ганау был вновь награждён Наполеоном.
Однако, одним из первых приветствовал реставрацию Бурбонов, — и Людовик XVIII назначил его пэром Франции (4 июня 1814 г.) и капитан-полковником сотни швейцарцев своей гвардии. Во время ста дней он последовал за Людовиком XVIII в Гент, где и оставался до падения Наполеона. Его услуги и преданность королю были последовательно вознаграждены чинами генерал-майора и генерал-лейтенанта (1815), а затем он был пожалован кавалером королевских орденов (1825).

## Посол в России
Назначен посланником в Россию в марте 1828 г. на место Лаферронэ. В апреле 1828 г. Мортемар из Парижа направился прямо на театр начавшейся русско-турецкой войны, так как был приглашен, вместе с некоторыми другими дипломатами, сопровождать Николая I в его поездке в действующую армию.
По окончании первой части кампании Мортемар съездил в Париж, откуда прибыл в Петербург лишь в феврале 1829 г., проехав через Вену. При самом въезде в Петербург он был встречен флигель-адъютантом Николая, вручившим ему, при рескрипте от 27 февраля, орден Андрея Первозванного — как знак особого благоволения императора к французскому посланнику за его расположение к России и за дружественные в её пользу выступления проездом в Вене.
В мае 1830 г. Мортемар отправился во Францию, где политическое настроение было уже весьма напряженное. Отпуская Мортемара, Николай I поручил ему передать Карлу Х советы быть умеренным и уважать конституцию, во избежание революции.

### Премьер на один день
Приехав во Францию в июне, Мортемар собирался было ехать на воды, когда узнал о революции, вспыхнувшей в Париже 27 июля. Он поспешил в Сен-Клу, к Карлу X, чтобы умолять его принять быстрые и решительные меры против волнений. Король после долгих возражений решил сделать уступку революции, по его мнению достаточную, поручив Мортемару (29 июля) образовать новое министерство, в которое должны были войти Казимир Перье, генерал Жерар и др. с Мортемаром во главе. Мортемар сначала отказывался, говоря, что подобное бремя ему не под силу, но, побежденный настояниями короля, согласился и получил обещание короля немедленно созвать Палату Депутатов.
Между тем, колебания Карла задержали Мортемара в Сен-Клу, — и он уже не мог пробраться оттуда в Париж (где собрались депутаты под председательством Лаффитта), так как и командовавший войсками сын Карла — герцог Ангулемский, не сочувствовавший назначению Мортемара, не выпускал его из Сен-Клу. Когда, наконец, 30 июля Мортемар достиг Парижа, он встретил здесь депутата Берара, который сказал ему фразу, ставшую исторической: «Слишком поздно!» («Il est trop tard!»).
Разместившись, тем не менее, в Люксембургском дворце, Мортемар подготовил проекты нескольких законов, направленных к закреплению создавшегося положения, имел свидание с герцогом Орлеанским, который заверял его в неизменной преданности старшему члену фамилии; но уже 31 июля, видя, что ни официальная печать, ни Палата Депутатов не признают его, Мортемар сознал своё бессилие и вернулся в Сен-Клу, а 9 августа обе палаты провозгласили королём герцога Орлеанского, под именем Луи-Филиппа I.

### Июльская монархия и Вторая империя
Мортемар предложил свои услуги новой династии и по-прежнему занял место в Палате Пэров. 5 января 1831 г. он вновь, как человек, лично известный Николаю I и сумевший заслужить его расположение, был назначен чрезвычайным посланником в Россию, с поручением ему специальной миссии к Николаю I. 26 января Мортемар проехал через Берлин, где представлялся королю, и вскоре прибыл в Петербург через Курляндию.
Личное положение Мортемара во время вторичного пребывания его в Петербурге осталось то же, что и раньше, но обстоятельства изменились значительно. Франция, вместо того, чтобы быть в глазах Николая I союзницей, пользовавшеюся всеми его симпатиями, стала предметом недоверия и даже неприязни, и это новое чувство сильно развилось под влиянием польской войны. Ходатайства и убеждения Мортемара служили иногда поводом к разногласиям, а иногда и к столкновениям. В октябре того же 1831 г. Мортемар окончательно заместил герцога Тревизо в качестве французского посланника в Петербурге. В июле 1831 г. Мортемар получил отпуск в Париж, будучи временно замещен бароном Бургуэном, получившим звание полномочного министра. По некоторым данным, Мортемар вынужден был уехать из Петербурга вследствие гнева на него Николая за ходатайство в пользу поляков.
Вернувшись в Петербург он оставался здесь до 1833 года.
Сойдя на некоторое время с политической сцены после Февральской революции 1848 года, он 31 августа 1849 г. был снова принят на службу в Генеральный Штаб, примкнул к Наполеоновской партии, командовал затем одним из военных округов, а 27 марта 1852 г. был назначен сенатором. Революция 4 сентября 1870 г. заставила его удалиться от дел